# Paraperithous chui
Paraperithous chui är en stekelart som först beskrevs av Tohru Uchida 1934.  Paraperithous chui ingår i släktet Paraperithous och familjen brokparasitsteklar. Inga underarter finns listade i Catalogue of Life.